# Paul Clairmont
Paul Clairmont (Vienna, 10 gennaio 1875 – Saint-Prex, 1º gennaio 1942) è stato un chirurgo austriaco.

## Biografia

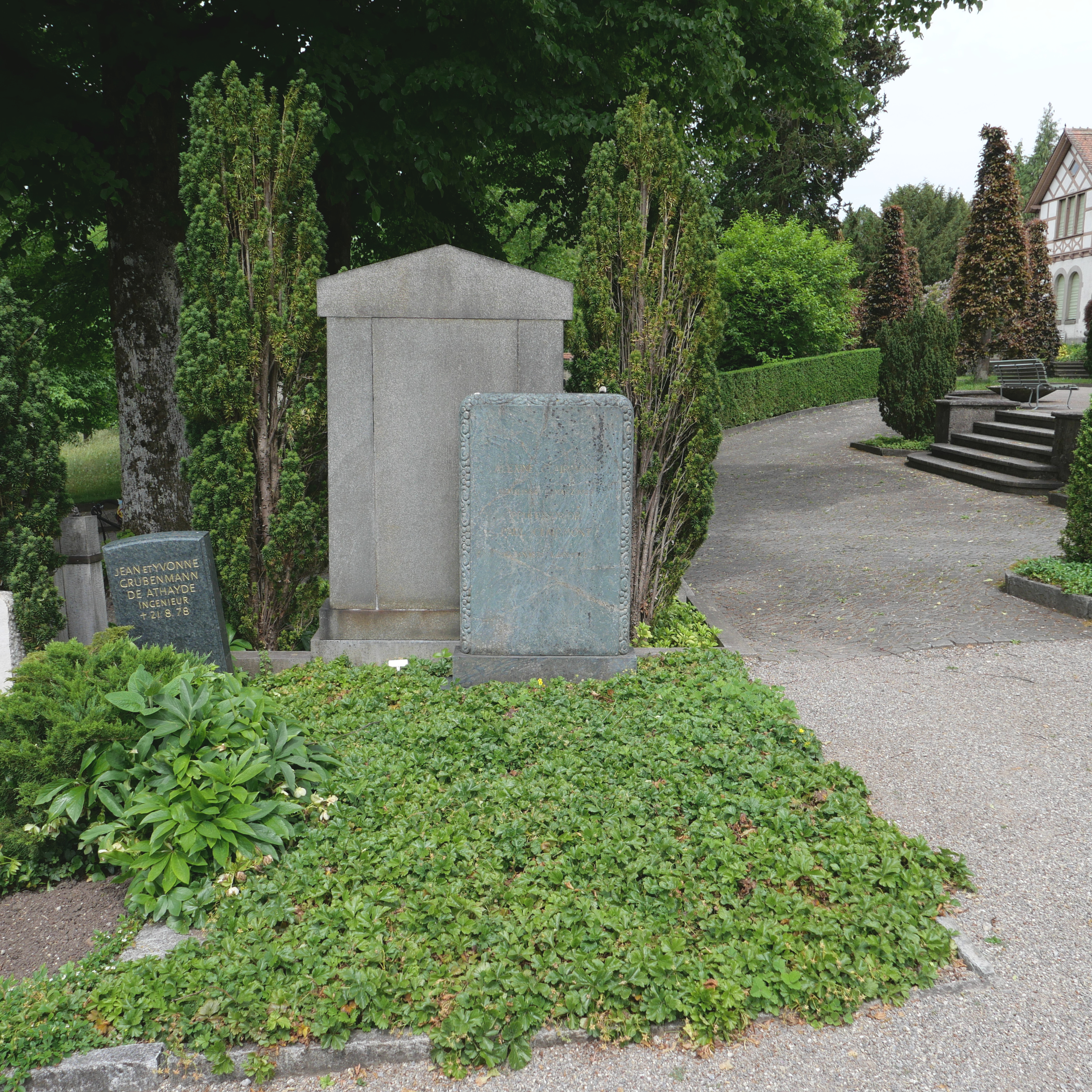
La tomba di Clairmont e della sua prima moglie Alexine (1884-1920)

Paul Clairmont studiò medicina all'Università di Vienna e si unì al Corpo Symposion nel 1894. Conseguì il dottorato nel 1898 e divenne assistente presso l'Istituto terapeutico sierologico. Avviò la sua formazione chirurgica nel 1900 come medico volontario con Anton Eiselsberg a Königsberg, professore con il quale si recò a Vienna nel 1903 come primo assistente. Nel 1908 fu abilitato e nel 1911 divenne professore titolare. Dal 1912 fu medico primario del 2º reparto di chirurgia al Rudolf-Spital di Vienna e prese parte alle guerre balcaniche. 
Nel 1918 succedette a Ferdinand Sauerbruch alla cattedra di chirurgia dell'Università di Zurigo. Nel 1941 divenne professore emerito e gli successe Alfred Brunner. Era "un insegnante incantevole a cui si devono preziose innovazioni nell'insegnamento pratico a Zurigo". Scientificamente si dedicò soprattutto alla chirurgia addominale, alla medicina trasfusionale, alla tubercolosi e alla diagnostica a raggi X. È sepolto nel cimitero di Enzenbühl.
Suo figlio fu l'archeologo Christoph W. Clairmont.

## Onorificenze
Assegnazione di decorazioni, ordinate secondo le informazioni del Manuale di Corte e di Stato della Monarchia austro-ungarica del 1918.
- Croce di ufficiale dell'Ordine di San Francesco Giuseppe con la decorazione di guerra
- Cavaliere III classe dell'Ordine della Corona di Ferro
- Distintivo d'onore di ufficiale con decorazione di guerra per servizi alla Croce Rossa[3]

## Pubblicazioni
- (DE) Verletzungen und Samariterhilfe, Zurigo, 1933.
- (DE) Die Chirurgie der Tuberkulose, Berlino, 1931.
- (DE) Die Bekämpfung des Blutverlustes durch Transfusion und Gefäßfüllung, Lipsia, 1928.
- (DE) Lehrbuch der Röntgendiagnostik mit besonderer Berücksichtigung der Chirurgie, Lipsia, 1928.